# Anse Brahms

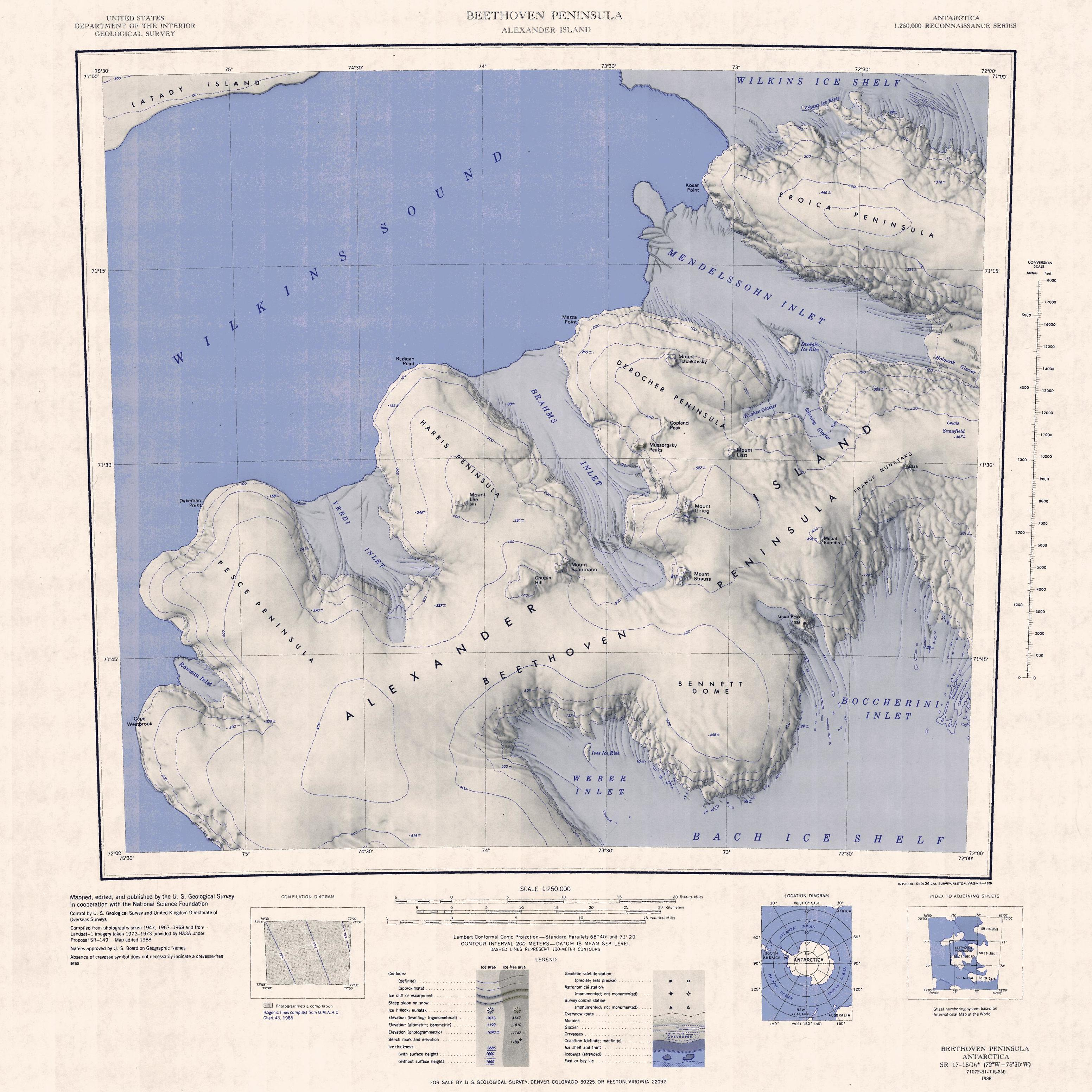
Topographie au 1:250,000 de la péninsule Beethoven montrant l'anse Brahms.

L'anse Brahms (en anglais Brahms inlet) est une petite baie de glace, longue de 25 km et large de 6 km, indentant la partie nord de la péninsule Beethoven de l'île Alexandre-Ier en Antarctique, entre la péninsule Harris (en) et la péninsule Derocher (en), tandis que la pointe Mazza (en) se trouve immédiatement au nord-est de l'entrée et le Mont Grieg se trouve immédiatement au sud-est de la base de l'anse Brahms.
Elle a été cartographiée pour la première fois par des photos aériennes prises par l'Expédition Ronne en 1947–1948, puis par D. Searle du British Antarctic Survey en 1960, et nommé par le UK Antarctic Place-Names Committee en hommage au compositeur allemand Johannes Brahms.